# هامبتون (تكساس)
هامبتون (بالإنجليزية: Hampton, Texas)‏ هي مدينة تقع بولاية تكساس في شمال شرق الولايات المتحدة. تبلغ مساحة هذه المدينة 0.5 (كم²)، وترتفع عن سطح البحر 295 م، بلغ عدد سكانها 150 نسمة في عام 1875 حسب إحصاء مكتب تعداد الولايات المتحدة وتصل الكثافة السكانية فيها 0 نسمة/كم2.

## وصلات خارجية
- The US50 - Cities and Towns in Texas State